# Aigua tova
Aigua tova o aigua blana és el terme que s'utilitza per referir-se a certs tipus d'aigua pobres en ions de calci o magnesi. Sol usar-se en contraposició a aigua dura, que conté quantitats importants d'aquests ions.

## Propietat química
La propietat química anomenada duresa de l'aigua és la que determina que s'hi atribueixi a l'aigua diferents grau de duresa. L'aigua poc dura o molt poc dura s'anomena blana o tova.

## Cicle hidrològic natural.
Dins del cicle hidrològic l'aigua més blana seria la precipitada pels núvols. Una vegada arriba al sòl, percola i dissol diferents sals minerals segons la solubilitat i la composició química de les roques que travessa, guanyant en duresa.
Les masses d'aigua com ara aqüífers, rius o llacs, tenen una duresa que és conseqüència de la geologia de l'entorn.
L'aigua tova sol trobar-se en fonts d'aigua o ullals que ha estat en contacte amb subsòl de granit, però també pot sortir de fonts de gres, ja que aquest tipus de roques solen ser pobres en calci i magnesi.
Als països de parla catalana l'aigua tova és difícil d'obtenir de manera natural, car abunden els subsòls calcaris tret de les comarques pirinenques i algunes prepirinenques.